# Lista de prêmios e indicações recebidos por Sistar
Esta é uma lista de prêmios e indicações recebidos por Sistar, um girl group da Coreia do Sul.

## Cyworld Digital Music Awards
| Ano  | Recipiente | Categoria     | Resultado |
| ---- | ---------- | ------------- | --------- |
| 2010 | Sistar     | Novato do Mês | Venceu    |

## Republic of Korea Entertainment Arts Awards
| Ano  | Recipiente | Categoria         | Resultado |
| ---- | ---------- | ----------------- | --------- |
| 2010 | Sistar     | Grupo de Cantores | Venceu    |

## Golden Disc Awards
| Ano  | Recipiente | Categoria                  | Resultado |
| ---- | ---------- | -------------------------- | --------- |
| 2010 | Sistar     | Prêmio Estreante Yepp      | Venceu    |
| 2011 | So Cool    | Digital Bonsang            | Venceu    |
| 2011 | Sistar     | Prêmio de Popularidade     | Indicado  |
| 2012 | Alone      | Digital Bonsang            | Venceu    |
| 2012 | Sistar     | Prêmio Samsung Galaxy Star | Venceu    |
| 2012 | Sistar     | Prêmio Popularidade MSN    | Indicado  |

Nota: Na Coreia do Sul, um prêmio Bonsang é dado aos 10 melhores artistas, álbuns ou singles durante esse ano.

## Seoul Music Awards
| Ano  | Recipiente | Categoria               | Resultado |
| ---- | ---------- | ----------------------- | --------- |
| 2011 | Sistar     | Melhor Estreante        | Venceu    |
| 2012 | So Cool    | Bonsang                 | Venceu    |
| 2013 | Loving U   | Bonsang                 | Venceu    |
| 2013 | Alone      | Gravação Digital do Ano | Venceu    |

Nota: Na Coreia do Sul, um prêmio Bonsang é dado aos 10 melhores artistas, álbuns ou singles durante esse ano.

## Melon Music Awards
| Ano  | Recipiente | Categoria                   | Resultado |
| ---- | ---------- | --------------------------- | --------- |
| 2011 | Sistar     | Bonsang                     | Venceu    |
| 2012 | Sistar     | Artista do Ano              | Indicado  |
| 2012 | Alone      | Álbum do Ano                | Indicado  |
| 2012 | Alone      | Melhor Canção Ano (Daesang) | Indicado  |
| 2012 | Sistar     | Bonsang                     | Venceu    |
| 2012 | Sistar     | Prêmio Global Star          | Indicado  |

Nota: Na Coreia do Sul, um prêmio Bonsang é dado aos 10 melhores artistas, álbuns ou singles durante esse ano.

## Korea Lifestyle Awards
| Ano  | Recipiente | Categoria              | Resultado |
| ---- | ---------- | ---------------------- | --------- |
| 2011 | Sistar     | Melhor Ícone de Estilo | Venceu    |

## Mnet 20's Choice Awards
| Ano  | Recipiente | Categoria                | Resultado |
| ---- | ---------- | ------------------------ | --------- |
| 2012 | Sistar     | 20's Sexiest Performance | Venceu    |

## Style Icon Awards
| Ano  | Recipiente | Categoria                      | Resultado |
| ---- | ---------- | ------------------------------ | --------- |
| 2012 | Sistar     | Top 10 "Ícones de Estilo Teen" | Venceu    |

## Mnet Asian Music Awards
| Ano  | Recipiente | Categoria                                    | Resultado |
| ---- | ---------- | -------------------------------------------- | --------- |
| 2012 | Sistar     | Artista do Ano                               | Indicado  |
| 2012 | Alone      | Canção do Ano                                | Indicado  |
| 2012 | Sistar     | Melhor Grupo Feminino                        | Venceu    |
| 2012 | Sistar     | Melhor Performance de Dança – Grupo Feminino | Indicado  |

## Korean Cultural Entertainment Awards
| Ano  | Recipiente | Categoria                 | Resultado |
| ---- | ---------- | ------------------------- | --------- |
| 2012 | Sistar     | Melhor Vocalista Feminino | Indicado  |

## MBC Entertainment Awards
| Ano  | Recipiente | Categoria            | Resultado |
| ---- | ---------- | -------------------- | --------- |
| 2012 | Sistar     | Prêmio Singer Choice | Venceu    |

## SoompiGayo Awards
| Ano  | Recipiente | Categoria                      | Resultado |
| ---- | ---------- | ------------------------------ | --------- |
| 2012 | Sistar     | Top 10 Artistas (#5)           | Venceu    |
| 2012 | Loving U   | Top 50 Canções (#2)            | Venceu    |
| 2012 | Sistar     | Top Grupo Feminino (Prata)     | Venceu    |
| 2012 | Loving U   | Prêmios Netizen - Álbum do Ano | Venceu    |

## Korea PD Awards
| Ano  | Recipiente | Categoria            | Resultado |
| ---- | ---------- | -------------------- | --------- |
| 2013 | Sistar     | Prêmio Singer Choice | Venceu    |

## Programas musicais
Essa é uma coleção de conquistas de SISTAR e SISTAR19 em programas musicais na televisão coreana. Show Champion é exibido na MBC Music toda quarta-feira, M! Countdown no canal a cabo Mnet toda quinta-feira, Music Bank na Korean Broadcasting System (KBS) toda sexta-feira, Show! Music Core vai ao ar na Munhwa Broadcasting Corporation (MBC) aos sábados e The Music Trend ou Inkigayo na Seoul Broadcasting System (SBS) todos os domingos.

### SISTAR

#### Mnet M! Countdown
| Ano  | Data        | Canção          |
| ---- | ----------- | --------------- |
| 2012 | 26 de abril | "Alone"         |
| 2013 | 20 de junho | "Give It to Me" |
| 2013 | 27 de junho | "Give It to Me" |

#### KBS Music Bank
| Ano  | Data           | Canção          |
| ---- | -------------- | --------------- |
| 2010 | 17 de dezembro | "How Dare You"  |
| 2012 | 27 de abril    | "Alone"         |
| 2012 | 4 de maio      | "Alone"         |
| 2012 | 13 de julho    | "Loving U"      |
| 2012 | 3 de agosto    | "Loving U"      |
| 2013 | 21 de junho    | "Give It to Me" |
| 2013 | 28 de junho    | "Give It to Me" |

#### MBC Show! Music Core
| Ano  | Data        | Canção          |
| ---- | ----------- | --------------- |
| 2013 | 22 de junho | "Give It to Me" |
| 2013 | 29 de junho | "Give It to Me" |

#### SBS Music Trend (Inkigayo)
| Ano  | Data           | Canção          |
| ---- | -------------- | --------------- |
| 2011 | 11 de setembro | "So Cool"       |
| 2012 | 29 de abril    | "Alone"         |
| 2012 | 6 de maio      | "Alone"         |
| 2013 | 23 de junho    | "Give It to Me" |

#### MBC Music Show Champion
| Ano  | Data        | Canção          |
| ---- | ----------- | --------------- |
| 2012 | 1º de maio  | "Alone"         |
| 2013 | 26 de junho | "Give It to Me" |

### SISTAR19

#### Mnet M! Countdown
| Ano  | Data            | Canção                       |
| ---- | --------------- | ---------------------------- |
| 2013 | 7 de fevereiro  | "Gone Not Around Any Longer" |
| 2013 | 14 de fevereiro | "Gone Not Around Any Longer" |
| 2013 | 21 de fevereiro | "Gone Not Around Any Longer" |

#### KBS Music Bank
| Ano  | Data            | Canção                       |
| ---- | --------------- | ---------------------------- |
| 2013 | 15 de fevereiro | "Gone Not Around Any Longer" |
| 2013 | 22 de fevereiro | "Gone Not Around Any Longer" |
| 2013 | 1º de março     | "Gone Not Around Any Longer" |

#### MBC Music Show Champion
| Ano  | Data            | Canção                       |
| ---- | --------------- | ---------------------------- |
| 2013 | 20 de fevereiro | "Gone Not Around Any Longer" |

#### Mnet KM Music Triangle
| Ano  | Data                             | Canção                       |
| ---- | -------------------------------- | ---------------------------- |
| 2013 | 6 de fevereiro (parada de dança) | "Gone Not Around Any Longer" |
| 2013 | 13 de fevereiro (parada geral)   | "Gone Not Around Any Longer" |
| 2013 | 20 de fevereiro (parada geral)   | "Gone Not Around Any Longer" |
| 2013 | 27 de fevereiro (parada geral)   | "Gone Not Around Any Longer" |
| 2013 | 6 de março (parada geral)        | "Gone Not Around Any Longer" |